# Зомер, Рамон
Рамон Зомер (нидерл. Ramon Zomer; родился 13 апреля 1983, Алмело, Нидерланды) — нидерландский футболист, выступавший на позиции защитника. Известен по выступлениям за «Твенте».

## Клубная карьера
Зомер — воспитанник футбольной академии клуба «Твенте». В 2002 году он дебютировал за основной состав в Эредивизи. В 2008 году Рамон помог клубу завоевать второе место в чемпионате. Летом 2009 года Зомер перешёл в НЕК. 13 сентября в матче против своего бывшего клуба «Твенте» он дебютировал за новую команду. 30 ноября в поединке против «Волендама» Рамон забил свой первый гол за НЕК.
Летом 2011 года Зомер перешёл в «Херенвен». 20 августа в матче против своего бывшего клуба «Твенте» он дебютировал за новую команду. 4 декабря в поединке против АЗ Рамон забил свой первый гол за «Херенвен».
Летом 2014 года Зомер перешёл в клуб «Хераклес» из своего родного города. 9 августа в матче против АЗ он дебютировал за новую команду. 25 апреля 2015 года в поединке против НАК Бреда Рамон забил свой первый гол за «Хераклес». В конце 2016 года Зомер заявил о завершении карьеры.

## Международная карьера
В 2006 году в составе молодёжной сборной Нидерландов Зомер стал победителем молодёжного чемпионата Европы в Португалии.

## Достижения
Международные
 Нидерланды (до 21)
- Молодёжный чемпионат Европы — 2006